# Ђовани Паизијело
Ђовани Паизијело (итал. Giovanni Paisiello; Таранто, 9. мај 1740 — 5. јун 1816) био је италијански композитор класицизма и био је најпопуларнији оперски композитор касних 1700-их. Његов оперски стил утицао је на Волфганга Амадеуса Моцарта и Ђоакина Росинија, а за његову музику су се залагали Јозеф Хајдн и Лудвиг ван Бетовен.

## Биографија
Рођен је 9. маја 1740. у Таранту, а школовали су га тамошњи исусовци. Постао је познат по свом певачком гласу и 1754. послат је у Музички конзерваторијум у Напуљу, где је студирао код Франческа Дурантеа, да би на крају постао помоћни мајстор. Конзерваторијум је напустио 1763. године, када је позван да за Болоњу напише две опере La Pupilla и Il Mondo al Rovescio, а трећу Marchese di Tidipano за Рим.
Настанио се неколико година у Напуљу, где је, упркос популарности Николе Пичинија, Доменика Чимароза и Пјетра Гуљелмија, на чије је тријумфе био љубоморан, произвео серију изузетно успешних опера, од којих је једна, L'ldolo cinese, оставила велики утисак на напуљску јавност. Млади Волфганг Амадеус Моцарт га је упознао у Болоњи 1771.
Године 1772. почео је да пише црквену музику и саставио је реквијем за владајућу династију. Исте године се оженио. Године 1776. царица Катарина Велика позвала га је у Санкт Петербург, где је остао осам година, производећи, између осталих, своје ремек-дело Il barbiere di Siviglia, које је убрзо стекло европску репутацију. Ова опера обележава епоху у историји италијанске уметности јер је са њом изумрла пријатност коју су гајили мајстори из 18. века да би направили место за каснији период.
Када је 1816. Ђоакино Росини поставио ревидирану верзију либрета, под насловом Almaviva ossia la inutil precauzione, фанови Паизијела упали су на сцену. Росинијева опера, која је данас позната као Севиљски берберин, данас је призната као највеће његово дело, док се Паизијелова опера производи ретко.
Напустио је Русију 1784. године и, након продукције филма Il Re Teodoro у Бечу, ступио је у службу Фердинанда I од Две Сицилије, где је компоновао многе своје најбоље опере, укључујући Nina и La Molinara. Енглески тенор Мајкл Кели био је сведок још једног сусрета Паизијела и Моцарта. После многих перипетија проистеклих из политичких и династичких промена, Наполеон га је позвао у Париз (1802), чију је наклоност стекао пет година раније састављајући марш за сахрану Лазара Оша. Наполеон се према њему односио благонаклоно, док је сурово занемаривао познатог композитора Луиђија Черубина.
Паизијело је компоновао 94 опере, које су познате по својим мелодијама. Можда је најпознатија мелодија коју је написао Nel cor più non mi sento из La Molinara, овековечена када је Лудвиг ван Бетовен на основу ње компоновао варијације. Такође, написао је многих црквених музика, укључујући осам миса, као и педесет једну инструменталну композицију и много самосталних песама. Компоновао је Inno al Re, државну химну краљевства Две Сицилије. Доменико Драгонети је библиотеци Британског музеја поклонио партитуре многих својих опера.
Библиотека Ђироламини у Напуљу поседује компилацију рукописа која бележи Паизијелова мишљења о савременим композиторима и излаже га као донекле оштрог критичара, посебно дела Перголесија.
Grove Concise Dictionary of Music напомиње да је Паизијело био један од најуспешнијих и најутицајнијих оперских композитора свог времена. Већина његових преко 80 опера је комична и користе једноставан, директан и живахан стил, касније са оштријом карактеризацијом, живописнијим бодовањем и топлијим мелодијама (особине које су утицале на Волфганга Амадеуса Моцарта). Његове озбиљне опере имају мање од конвенционалне количине виртуозног вокалног писања, они за Русију су најближи Глуковом „реформском” приступу.
Преминуо је 5. јуна 1816. у Напуљу.

## Рад

### Опере
- R 1.00 La moglie in calzoni (18.2.1764)
- R 1.01 Il ciarlone (12.5.1764)
- R 1.02 I francesi brillanti (24.6.1764)
- R 1.03 Madama l'umorista, o Gli stravaganti (26.1.1765)
- R 1.04 L'amore in ballo (1765)
- R 1.05 La mascherata delle nozze di Bacco e d'Arianna (11.2.1765)
- I bagni d'Abano (1765)
- Il negligente (1765)
- Pulcinella vendicato nel ritorno di marechiaro (1765)
- R 1.05a Le virtuose ridicole (1765)
- R 1.06 Le nozze disturbate (1776)
- R 1.07 Le finte contesse (2.1766)
- R 1.08 La vedova di bel genio (1766)
- R 1.09 Le 'mbroglie de le Bajasse (1767)
- R 1.09a La serva fatta padrona (1769), друга верзија Le 'mbroglie de le Bajasse
- R 1.10 L'idolo cinese (1767)
- R 1.11 Licenza to L'idolo cinese
- R 1.12 Lucio Papirio dittatore (1767)
- R 1.13 Il furbo malaccorto (1767)
- R 1.14 Alceste in Ebuda, ovvero Olimpia (20.1.1768)
- R 1.15 Le nozze di Peleo e Tetide (31.5.1768)
- R 1.16 Licenza to Peleo
- R 1.17 La luna abitata (1768)
- R 1.18 La finta maga per vendetta (1768)
- R 1.19 L'osteria di Marechiaro (1768)
- R 1.20 La Claudia vendicata (1770)
- R 1.21 Don Chisciotte della Mancia (1769)
- R 1.22 L'arabo cortese (1769)
- R 1.23 La Zelmira, o sia La marina del Granatello (1770)
- R 1.24 Le trame per amore (7.10.1770)
- R 1.25 Demetrio (1771)
- R 1.26 Annibale in Torino (16.1.1771)
- R 1.27 La somiglianza de' nomi (1771)
- R 1.28 and 1.29 I scherzi d'amore e di fortuna (1771)
- R 1.30 Artaserse (26.12.1771)
- R 1.31 Semiramide in villa (1772)
- R 1.32 Motezuma (1.1772)
- R 1.33 La Dardanè (1772)
- R 1.34 Gli amante comici (1772)
- Don Anchise Campanone (1773)
- R 1.35 L'innocente fortunata (1773)
- R 1.36 Sismano nel Mogol (1773)
- R 1.37 Il tamburo (1773)
- R 1.38 La semplice fortunata (1773)
- R 1.39 Alessandro nell'Indie (26.12.1773)
- R 1.40 Andromeda (1774)
- R 1.41 Il duello (1774)
- R 1.42 Il credulo deluso (1774)
- R 1.43 La frascatana (1774)
- R 1.44 Il divertimento dei numi (4.12.1774)
- R 1.45 Demofoonte (1775)
- R 1.46 La discordia fortunata (1775)
- R 1.47 Le astuzie amorose (1775)
- R 1.48 Socrate immaginario (1775)
- R 1.49 Il gran Cid (3.11.1775)
- R 1.50 Le due contesse (3.1.1776)
- R 1.51 La disfatta di Dario (1776)
- R 1.52 Dal finto il vero (1776)
- R 1.53 Il finto spettro (26.12.1776)
- R 1.54 Nitteti (28.1.1777)
- R 1.55 Lucinda e Armidoro (1777)
- R 1.56 Achille in Sciro (6.2.1778)
- R 1.57 Lo sposo burlato (24.7.1778)
- R 1.58 Gli astrologi immaginari (14.2.1779)
- R 1.59 Demetrio (13.6.1779)
- R 1.60 Il matrimonio inaspettato (1779)
- R 1.61 La finta amante (5.6.1780)
- R 1.62 Alcide al bivio (6.12.1780)
- R 1.63 La serva padrona (10.9.1781)
- Il duello comico (1782)
- R 1.64 Il barbiere di Siviglia, ovvero La precauzione inutile (26.9.1782)
- R 1.65 Il mondo della luna (1782)
- R 1.66 Il re Teodoro in Venezia (23.8.1784)
- R 1.67 Antigono (12.10.1785)
- R 1.68 L'amor ingegnoso, o sia La giovane scaltra (1785)
- R 1.69 La grotta di Trofonio (12.1785)
- R 1.70 Olimpiade (20.1.1786)
- R 1.71 Le gare generose (1786)
- R 1.72 Pirro (12.1.1787)
- Il barbiere di Siviglia, ovvero La precauzione inutile (1787)
- R 1.73 Giunone e Lucina (8.9.1787)
- R 1.74 La modista raggiratrice (1787)
- R 1.75 Fedra (1.1.1788)
- R 1.76 L'amor contrastato (1789)
- R 1.77 Catone in Utica (5.2.1789)
- R 1.78 Nina, o sia La pazza per amore (25.6.1789)
- R 1.79 I zingari in fiera (21.11.1789)
- R 1.80 Le vane gelosie (1790)
- R 1.81 Zenobia in Palmira (30.5.1790)
- La molinara (1790)
- Nina, o sia La pazza per amore (1790)
- R 1.82 Ipermestra (6.1791)
- R 1.83 La locanda (16.6.1791)
- R 1.84 I giuochi d'Agrigento (16.5.1792)
- Il fanatico in Berlina (1792)
- R 1.85 Il ritorno d'Idomeneo in Creta (1792)
- R 1.86 Elfrida (4.11.1792)
- R 1.87 Elvira (12.1.1794)
- R 1.88 Didone abbandonata (4.11.1794)
- Nina, o sia La pazza per amore (1795)
- Chi la dura la vince (9.6.1797)
- R 1.89 La Daunia felice (26.6.1797)
- R 1.90 Andromaca (4.11.1797)
- R 1.91 L'inganno felice (1798)
- R 1.92 L'isola disabitata (3.7.1799)
- R 1.93 La Pace
- R 1.94 Proserpine (28.3.1803)
- R 1.95 Elisa (19.3.1807)
- R 1.96 I pittagorici (19.3.1808)

### Секуларне кантате
- R 2.01 – L'Ebone
- R 2.02 – La sorpresa delli Dei
- R 2.03 – 2 Notturni
- R 2.04 – La Partenza
- R 2.05 – La Libertà e Palinodia a Nice
- R 2.06 – Il Ritorno di Perseo
- R 2.07 – Amor vendicato
- R 2.08 – Il Genio Poetico Appagato
- R 2.09 – Cantata epitalamica
- R 2.10 – Canone a 4 voci
- R 2.11 – Le nozze di Silvio e Clori
- R 2.12 – La Volontaria
- R 2.13 – Il mio bene, il mio tesoro
- R 2.14 – Birthday Cantata for Prince Felice of Lucca
- R 2.15 – Tirsi a Fille
- R 2.16 – Fille a Tirsi
- R 2.17 – La Lontananza di Tirsi
- R 2.18 – La scusa
- R 2.19 – Riede omai la nuova aurora
- R 2.20 – 3 Notturni for 2 sopranos

### Ораторијуми и свете кантате
- R 3.01 – Jephte sacrificium
- R 3.02 – La Passione di Nostro Signor Gesù Cristo
- R 3.03 – Passio secundum Mattheum
- R 3.04 – Passio di San Giovanni
- R 3.05 – Il transito di San Luigi Gansaga
- R 3.06 – Cantata fatta in occasione della transalazione del sangue di S. Gennaro
- R 3.07 – Baldassare
- R 3.08 – Cantata per la Sollenit‡ del SS. Corpo di Cristo
- R 3.09 – Cantata per la transalazione del sangue del glorioso martire S. Gennaro
- R 3.10 – Il fonte prodigioso di Orebre
- R 3.11 – Passio per la domenica delle Palme
- R 3.12 – Passio per il venerdi Santo

### Света музика за владарске капеле
Дела компонована за капеле Наполеона или краља Јосифа.
- R 4.01 – Virgam virtutis tuae in F major
- R 4.02 – Mass in F major
- R 4.03 – Absit sonitus tubae in D major
- R 4.04 – Mass in A major
- R 4.05 – Veni ferox, veni in G minor
- R 4.06 – Mass in C major
- R 4.07 – Splendete o coeli in G major
- R 4.08 – Mass in G major
- R 4.09 – Coeli stella amica in E-flat major
- R 4.10 – Mass in F major
- R 4.11 – Non est in vita amara in C major
- R 4.12 – Mass in B-flat major
- R 4.13 – Messa in Pastorale per il Natale in G major
- R 4.14 – Mass for Passion and Palm Sundays in F major
- R 4.15 – Veni sancte spiritus in E-flat major
- R 4.16 – Mass for the coronation of Napoleon I in B-flat major
- R 4.17 – Deh resplende o clara stella in D major
- R 4.18 – Gratiae sint Deo devotae in E-flat major
- R 4.19 – Splendete o coeli in G major
- R 4.20 – Sitibundi desolati in D minor
- R 4.21 – Alma fax et casti in E-flat major
- R 4.22 – Mass in D major
- R 4.23 – Ne lucem Bene in B-flat major
- R 4.24 – Altas Olympi fores in A major
- R 4.25 – Rosae lux e coelo in A major
- R 4.26 – Mass in F major
- R 4.27 – Vivat Deus in C major
- R 4.28 – Si mare ferox murmurat in F major
- R 4.29 – Coeli stella amica in E-flat major
- R 4.30 – Non est in vita amara in C major
- R 4.31 – Heu nos jam velum in E-flat major
- R 4.32 – Quis est? in C major
- R 4.33 – Mass in C major
- R 4.34 – Absit sonitus tubae in D major
- R 4.35 – In tuo beato ardore in G major
- R 4.36 – O mortales summo ardore in D major
- R 4.37 – Mass in D major
- R 4.38 – Mass for the Assumption of the Blessed Virgin Mary in G major (1809)
- R 4.39 – Sagro trattenimento musicale in B-flat major
- R 4.40 – Sagro componimento musicale in C major
- R 4.41 – Sagro componimento musicale in G major
- R 4.42 – Mass for the Assumption of the Blessed Virgin Mary in G major (1811)
- R 4.43 – Mass in E-flat major
- R 4.44 – Mass for the Assumption of the Blessed Virgin Mary in C major
- R 4.45 – Mass in B-flat major
- R 4.46 – Te Deum breve in G major
- R 4.47 – Laudate pueri in E minor
- R 4.48 – Salvum fac Domine in B-flat major

### Мисе (осим оних за владарске капеле)
- R 5.01 – Missa Defunctorum in C minor
- R 5.02 – Mass in G major
- R 5.03 – Mass in D major
- R 5.04 – Mass in F major
- R 5.05 – Mass in D major
- R 5.06 – Mass in B-flat major
- R 5.07 – Agnus Dei in G major
- R 5.08 – Mass in F major
- R 5.09 – Mass in C major
- R 5.10 – Mass in F major
- R 5.11 – Mass in C major (doubtful)

### Комади за мисни ординариј
- R 5.51 – Introit, offertory and communion for the mass in F major
- R 5.52 – Introit, kyrie and offertory
- R 5.53 – Introit, gradual, offertory, post-communion and responsory
- R 5.54 – Gradual: Omnes de Saba venient in G major
- R 5.55 – Offertory: Te gloriosus chorus in D major

### Псалми, химне или антифони коришћени током мисе
- R 5.56 – Veni sancte spiritus in D major
- R 5.57 – Exsulta jam cor meum in D major
- R 5.58 – Stabat Mater del Pergolese in C minor
- R 5.59 – Libera me Domine in D minor
- R 5.60 – Caro mea vere est cibus in B-flat major
- R 5.61 – Benedictus Rex in B-flat major

### Псалми, песме, химне или антифоне
- R 6.01 – Te Deum in B-flat major
- R 6.02 – Te Deum in C major
- R 6.03 – Hymn: O salutaris hostia in A major
- R 6.04 – Dixit Dominus in A major
- R 6.05 – Antiphon: Domine ad adjuvandum in F major
- R 6.06 – Dixit Dominus in F major
- R 6.07 – Antiphon: Domine ad adjuvandum in G major
- R 6.08 – Dixit Dominus in C major
- R 6.09 – Dixit Dominus in D major
- R 6.10 – Dixit Dominus in G major
- R 6.11 – Dixit Dominus in D major
- R 6.12 – Dixit Dominus in G major
- R 6.13 – Psalm: Confitebor tibi in A major
- R 6.14 – Psalm: Laudate pueri in E-flat major
- R 6.15 – Psalm: Laudate pueri in C major
- R 6.16 – Psalm: Laudate pueri in C major
- R 6.17 – Psalm: Laetatus sum in D minor
- R 6.18 – Psalm: Magnificat in C major
- R 6.19 – Psalm: Magnificat in G major
- R 6.20 – Litany in G major
- R 6.21 – Responsoria Nativitatis Domini in E minor
- R 6.22 – Responsori per la settimana santa
- R 6.23 – Responsori per Giovedi Santo
- R 6.24 – Responsori per Venerdi Santo
- R 6.25 – Lamentazione prima in C major
- R 6.26 – Lamentazione seconda in G major
- R 6.26 – Lamentazione terza in F major
- R 6.28 – Lezione per la sera del Giovedi Santo
- R 6.29 – Christus factus est in A minor
- R 6.30 – Miserere a 5 in D minor
- R 6.31 – Hymn: Pange lingua in C minor
- R 6.32 – Hymn: Tantum ergo in A major
- R 6.33 – 3 Tantum ergo for soprano
- R 6.34 – Hymn: Tantum ergo in C major
- R 6.35 – Antiphon: Benedicat in F major
- R 6.36 – Antiphon: Regina coeli in B-flat major
- R 6.37 – Antiphon: Salve Regina in E-flat major
- R 6.38 – Antiphon: Ave maris stella in F major

### Мотети
- R 7.01 – Motet: Astra coeli in C major
- R 7.02 – Motet: O luminosa aurora in G major
- R 7.03 – Motet: In corde intrepido in C major
- R 7.04 – Motet: Mille furis in C major
- R 7.05 – Motet: Absit sonitus in D major

### Инструментална дела
- R 8.01 – String Quartet No.1 in C major
- R 8.02 – String Quartet No.2 in A major
- R 8.03 – String Quartet No.3 in D major
- R 8.04 – String Quartet No.4 in E-flat major
- R 8.05 – String Quartet No.5 in E flat major
- R 8.06 – String Quartet No.6 in C major
- R 8.07 – String Quartet No.7 in E-flat major
- R 8.08 – String Quartet No.8 in G major
- R 8.09 – String Quartet No.9 in A major
- R 8.10 – Keyboard Concerto No.1 in C major
- R 8.11 – Keyboard Concerto No.2 in F major
- R 8.12 – 4 Divertimenti for winds in E-flat major
- R 8.13 – 12 Divertimenti for winds
- R 8.14 – Collection of rondos and capriccios for keyboard
- R 8.15 – Keyboard Concerto No.3 in A major
- R 8.16 – Keyboard Concerto No.4 in G minor
- R 8.17 – Keyboard Concerto No.5 in D major
- R 8.18 – Keyboard Concerto No.6 in B-flat major
- R 8.19 – Keyboard Concerto No.7 in A major
- R 8.20 – Keyboard Concerto No.8 in C major
- R 8.21 – Violin Sonata in E major
- R 8.22 – Marche funèbre pour le Général Hoche in C minor
- R 8.23 – Andante for horn and harp in C major
- R 8.24 – 3 Pieces for Military Band
- R 8.25 – Symphony in C major

### Дела сумњиве аутентичности
- R E.02 – Sinfonia in E-flat major
- R E.06 – Flute Quartet Op. 23 No.2 in D major
- R E.07 – Flute Quartet Op. 23 No.5 in G major
- R E.08 – Flute Quartet Op. 23 No.4 in G major
- R E.09 – Flute Quartet Op. 23 No.1 in C major
- R E.10 – Flute Quartet Op. 23 No.3 in E minor
- R E.11 – Flute Quartet Op. 23 No.6 in G major
- R E.13 – Marche du Premier Consul in B-flat major
- R 8.14 – Mandolin concerto in E-flat major
- R 8.15 – Mandolin concerto in C major
- R 8.16 – Mandolin concerto in G major

### Образовне расправе
- Regole per bene accompagnare il partimento o sia il basso fondamentale sopra il Cembalo[4]
- Regole per bene accompagnare, томови сачувани у библиотеци Француске (F-Pn Rés Vmb Ms. 10/1 and 10/2).